# Барбара Джоел
Барбара Джоел (на английски: Barbara Joel) е американска писателка на бестселъри в жанра любовен роман. Пише под псевдонима Барбара Маколи (на английски: Barbara McCauley).

## Биография и творчество
Барбара Джоел е родена през 1951 г. Южна Калифорния, САЩ. Тя е най-малката от пет деца в семейството, което живее в малка къща. Заедно с израстването си намира своето удоволствие в четенето на хубавите романси.
Първият ѝ любовен роман „Woman Tamer“ е публикуван пред 1991 г.
Произведенията на Барбара Джоел са номинирани 8 пъти за наградата „РИТА“, като през 2005 г. получава наградата за романса си „Miss Pruitt's Private Life“. Голямата част от тях са били в списъците на бестселърите.
През 1993 г. Барбара Джоел е съпредседател, заедно с Карън Амарилис, на Асоциация на писателите на любовни романи на Америка в Ориндж Каунти.
Барбара Джоел живее със семейството си в Лос Анджелис, Калифорния. Обича да се грижи за градината си.

## Произведения

### Самостоятелни романи
- Woman Tamer (1991)
- Man from Cougar Pass (1992)
Владенията на пумата, изд. „Арлекин България“ (1993), прев. Таня Недялкова
- Her Kind of Man (1993)
Съпруг за Рейчъл, изд. „Арлекин България“ (1993), прев. Пламен Иванчев
- Whitehorn's Woman (1993)
Жената на Белия рог, изд. „Арлекин България“ (1994), прев. Ирина Казакова
- A Man Like Cade (1993)
Невероятна афера, изд. „Арлекин България“ (1994), прев. Румяна Кънчева
- Nightfire (1994)
- Midnight Bride (1996)
- The Nanny and the Reluctant Rancher (1997)
- Courtship in Granite Ridge (1998)
- Small Mercies (1998)

### Серия „Сърцата на Стоун“ (Hearts of Stone)
1. Texas Heat (1995)
2. Texas Temptation (1995)
3. Texas Pride (1995)

### Серия „Тайни! (Блекхоук-Синклер)“ (Secrets! (Blackhawk-Sinclair))
1. Blackhawk's Sweet Revenge (1999)
2. Secret Baby Santos (1999)
3. Killian's Passion (1999)
4. Callan's Proposition (2000)
5. Gabriel's Honour (2000)
6. Reese's Wild Wager (2001)
7. Sinclair's Surprise Baby (2001)
8. Taming Blackhawk (2002)
9. In Blackhawk's Bed (2002)
10. That Blackhawk Bride (2003)
11. Miss Pruitt's Private Life (2004) – награда „РИТА“ за най-добър роман
12. Blackhawk Legacy (2004)
13. Blackhawk's Betrayal (2006)
14. Blackhawk's Bond (2006)
15. Blackhawk's Affair (2007)

### Участие в общи серии с други писатели

#### Серия „Традиционен брак“ (Conveniently Wed)
- Seduction of the Reluctant Bride (1998)

от серията има още 5 романа от различни автори

#### Серия „Тексаски съдби“ (Fortunes of Texas)
- Fortune's Secret Daughter (2001)

от серията има още 22 романа от различни автори

#### Серия „Корона и слава“ (Crown and Glory)
9. Royally Pregnant (2002)
от серията има още 8 романа от различни автори

#### Серия „Фамилията Байрънъс“ (Dynasties the Barones)
- Where There's Smoke (2003)

от серията има още 11 романа от различни автори

#### Серия „Фамилията Данфортс“ (Dynasties the Danforths)
- The Cinderella Scandal (2004)

от серията има още 11 романа от различни автори

#### Серия „Фамилията Аштън“ (Dynasties the Ashtons)
12. Name Your Price (2005)
от серията има още 11 романа от различни автори

### Сборници
- It's Raining Men! (2001) – с Елизабет Бевърли
- Surprise Baby (2002) – с Кати Деноски
- Taming Blackhawk / Michael's Temptation (2002) – с Ейлин Уилкс
- Summer Gold (2003) – с Елизабет Лоуел
- Taming the Prince / Royally Pregnant (2003) – с Елизабет Бевърли
- Billionaire Bachelors: Garrett / In Blackhawk's Bed (2003) – с Ан Мари Уинстън
- The Blackhawk Bride / Billionaire Bachelors: Gray (2004) – с Ан Мари Уинстън
- Where There's Smoke... / Beauty and The Blue Angel (2004) – с Морийн Чайлд
- Dynasties: Summer in Savannah (2004) – с Морийн Чайлд и Шери Уайтфадър
- The Cinderella Scandal / Man Beneath the Uniform (2004) – с Морийн Чайлд
- Laying His Claim / Miss Pruitt's Private Life (2005) – с Бевърли Бартън
- Passionate Secrets (2006) – с Маги Шейн
- Summer Desires (2006) – с Джоан Джонстън и Уенди Росно
- Savour the Seduction / Name Your Price (2006) – с Лаура Райт
- One Hot Summer (2007) – с Джоан Джонстън и Даяна Палмър
- In His Bed (2007) – с Линда Уинстед Джонс
- Secrets and Desire (2009) – с Линда Конрад и Лиза Джаксън

### Поезия
- The Darkness That Was There All Along (2004)